# سوئیس‌پورت تانزانیا
سوئیس‌پورت تانزانیا (انگلیسی: Swissport Tanzania) شرکت ترابری تانزانیایی است، که در سال ۱۹۸۵ توسط شرکت سوئیس پورت تاسیس شد.